# Christen Hørdum
Christen Ivar Hørdum, född 21 mars 1846 i Fugslev vid Ebeltoft, död 6 juni 1911 i Köpenhamn, var en dansk socialdemokratisk politiker. Han var partiordförande 1877 och 1880–82.
Hørdum, som var skomakarson, lärde sin fars yrke, kom till Köpenhamn och anslöt sig kort därefter till den socialdemokratiska rörelsen. Han blev ordförande för skomakarnas fackförening, medlem av fackföreningarnas centralstyrelse och av styrelsen för Socialdemokratisk Forbund samt direktör för tidningen "Socialdemokraten".
Hørdum var en av partiets mest energiska och inflytelserika agitatorer och valdes 1884 till folketingsman för Köpenhamns nionde krets, vilket mandat han därefter, med avbrott för perioden 1887–90, behöll. I riksdagen gjorde han sig dock mindre gällande än i agitationen.